# Pal Mundo World Tour
Pa'l Mundo World Tour es la primera gira mundial del dúo de reggaetón Wisin & Yandel para promocionar su cuarto álbum de estudio Pa'l Mundo. Consistía en dos etapas en América Latina y Estados Unidos. Esta gira incluyó su primera presentación en el Coliseo de Puerto Rico José Miguel Agrelot y marcó la primera vez que un acto de reggaeton agoto las entradas dos noches consecutivas en el lugar. Además, su presentación en el Radio City Music Hall en Nueva York y Altos de Chavón en República Dominicana, marcó la primera vez que un acto de reggaetón se presentó en esos lugares. Ambos conciertos fueron reportados con entradas agotadas.
Se habían planeado más conciertos, sin embargo fueron cancelados debido a la enfermedad de Wisin en julio de 2006 y otros por razones desconocidas. Además, la gira marcó su primera presentación como artista principal en la mayoría de las ciudades de América Latina. Los dos conciertos en Bolivia reportaron una asistencia total de 55.000 personas.

## Fechas
| Fecha                                  | Ciudad                                 | País                                   | Lugar                                        |
| Primera etapa (2006)                   | Primera etapa (2006)                   | Primera etapa (2006)                   | Primera etapa (2006)                         |
| Estados Unidos, Europa y Latinoamérica | Estados Unidos, Europa y Latinoamérica | Estados Unidos, Europa y Latinoamérica | Estados Unidos, Europa y Latinoamérica       |
| -------------------------------------- | -------------------------------------- | -------------------------------------- | -------------------------------------------- |
| 5 de enero de 2006                     | San Juan                               | Puerto Rico                            | Centro de Convenciones de Puerto Rico        |
| 30 de enero de 2006                    | San José                               | Costa Rica                             | Playa Jacob                                  |
| 3 de febrero de 2006                   | Lima                                   | Perú                                   | Club Cultural Lima de Villa                  |
| 25 de febrero de 2006                  | Orlando                                | Estados Unidos                         | House of Blues                               |
| 4 de marzo de 2006                     | Chicago                                | Estados Unidos                         | Front Row                                    |
| 17 de marzo de 2006                    | San Juan                               | Puerto Rico                            | Coliseo de Puerto Rico José Miguel Agrelot   |
| 18 de marzo de 2006                    | San Juan                               | Puerto Rico                            | Coliseo de Puerto Rico José Miguel Agrelot   |
| 7 de abril de 2006                     | Medellín                               | Colombia                               | Centro de Espectáculos La Macarena           |
| 14 de abril de 2006                    | Las Vegas                              | Estados Unidos                         | Las Vegas Strip                              |
| 21 de abril de 2006                    | Cancún                                 | México                                 | Estadio Beto Ávila                           |
| 29 de abril de 2006                    | Ponce                                  | Puerto Rico                            | Plaza Las Delicias                           |
| 15 de mayo de 2006                     | Ciudad de México                       | México                                 | Plaza de la Constitución                     |
| 27 de mayo de 2006                     | Santurce                               | Puerto Rico                            | Centro de Bellas Artes Luis A. Ferré         |
| 24 de junio de 2006                    | Ámsterdam                              | Países Bajos                           | The Power Zone                               |
| 7 de julio de 2006                     | Cali                                   | Colombia                               | Arena Cañaveralejo                           |
| 15 de julio de 2006                    | San Salvador                           | El Salvador                            | Gimnasio Nacional José Adolfo Pineda         |
| 21 de julio de 2006                    | Ciudad de Panamá                       | Panamá                                 | Centro de Convenciones Vasco Núñez de Balboa |
| 28 de julio de 2006                    | Puerto Ordaz                           | Venezuela                              | Centro Italo                                 |
| 30 de julio de 2006                    | Caracas                                | Venezuela                              | Poliedro de Caracas                          |
| 2 de agosto de 2006                    | Santiago                               | Chile                                  | Movistar Arena                               |
| 12 de agosto de 2006                   | Ciudad de Guatemala                    | Guatemala                              | Grand Tikal Futura Hotel                     |
| 13 de agosto de 2006                   | Ciudad de Guatemala                    | Guatemala                              | Grand Tikal Futura Hotel                     |
| 18 de agosto de 2006                   | Atlanta                                | Estados Unidos                         | Club Pure                                    |
| 19 de agosto de 2006                   | Boston                                 | Estados Unidos                         | Oprehum Theatre                              |
| 20 de agosto de 2006                   | Filadelfia                             | Estados Unidos                         | Lincoln Financial Field                      |
| 24 de agosto de 2006                   | Charlotte                              | Estados Unidos                         | TBA                                          |
| 25 de agosto de 2006                   | Miami                                  | Estados Unidos                         | TBA                                          |
| 15 de septiembre de 2006               | Managua                                | Nicaragua                              | Estadio Dennis Martinez                      |
| 23 de septiembre de 2006               | Nueva York                             | Estados Unidos                         | Madison Square Garden                        |
| 20 de octubre de 2006                  | Medellín                               | Colombia                               | Centro de Espectáculos La Macarena           |
| 21 de octubre de 2006                  | Cali                                   | Colombia                               | Arena Cañaveralejo                           |
| 17 de noviembre de 2006                | Quito                                  | Ecuador                                | Coliseo General Rumiñahui                    |
| 18 de noviembre de 2006                | Guayaquil                              | Ecuador                                | Coliseo Voltaire Paladines Polo              |
| 19 de noviembre de 2006                | Cuenca                                 | Ecuador                                | Plaza de Toros Santa Ana                     |
| 25 de noviembre de 2006                | Oranjestad                             | Aruba                                  | Don Elias Mansur Ballpark                    |
| 26 de noviembre de 2006                | Valencia                               | Venezuela                              | Forum de Valencia                            |
| Segundo etapa (2007)                   |                                        |                                        |                                              |
| Estados Unidos y Latinoamérica         |                                        |                                        |                                              |
| 5 de enero de 2007                     | San Juan                               | Puerto Rico                            | Centro de Convenciones de Puerto Rico        |
| 6 de enero de 2007                     | Carolina                               | Puerto Rico                            | Residencial Torres de Sabanas                |
| 17 de enero de 2007                    | La Paz                                 | Bolivia                                | Estadio Hernando Siles                       |
| 18 de enero de 2007                    | Santa Cruz                             | Bolivia                                | Estadio Ramón Tahuichi Aguilera              |
| 27 de enero de 2007                    | La Romana                              | República Dominicana                   | Altos de Chavon                              |
| 2 de febrero de 2007                   | Nueva York                             | Estados Unidos                         | Radio City Music Hall                        |
| 17 de febrero de 2007                  | Barquisimeto                           | Venezuela                              | Monumento Ferial de Barquisimeto             |